# Salsola minutifolia
Salsola minutifolia är en amarantväxtart som beskrevs av Viktor Petrovitj Botjantsev. Salsola minutifolia ingår i släktet sodaörter, och familjen amarantväxter. Inga underarter finns listade i Catalogue of Life.